# Chanteloup-les-Bois

Chanteloup-les-Bois este o comună în departamentul Maine-et-Loire, Franța. În 2009 avea o populație de 683 de locuitori.